# Dendronephthya querciformis
Dendronephthya querciformis är en korallart som beskrevs av Kükenthal 1906. Dendronephthya querciformis ingår i släktet Dendronephthya och familjen Nephtheidae. Inga underarter finns listade i Catalogue of Life.